# Frontière entre l'Indonésie et le Timor oriental
 (février 2024).
La frontière entre l'Indonésie et le Timor oriental est la seule frontière terrestre de ce dernier pays. Sa longueur totale de 228 kilomètres est répartie sur deux segments du fait de l'existence de l'enclave timoraise d'Oecussi.

## Historique
Le Timor oriental a obtenu son indépendance de l'Indonésie en 2002. L'accord frontalier préliminaire, qui couvre environ 90 % de la frontière terrestre, a été signé le 30 juin 2004 par les ministres des Affaires étrangères Hassan Wirajuda (pour l'Indonésie) et José Ramos-Horta (pour le Timor oriental). Un accord signé en septembre 2006 porte sur 97 % de la frontière. En octobre 2007, un accord final n'était toujours pas conclu. En 2019, un accord est finalement conclu pour la frontière terrestre, mais pas encore concernant la frontière maritime, pour laquelle les négociations ont commencé en 2015. En 2022, les négociations étaient toujours en cours.
Son tracé suit une ligne de démarcation entre ce qui était alors les colonies du Timor portugais et des Indes néerlandaises, établie dans une convention de 1904, et modifiée par un arbitrage en 1914.

## Passages
Le point d'accès en venant de l'Indonésie (province des petites îles de la Sonde orientales) et en direction de Dili se trouve à Batugade, localité située sur la côte nord de l'île de Timor.

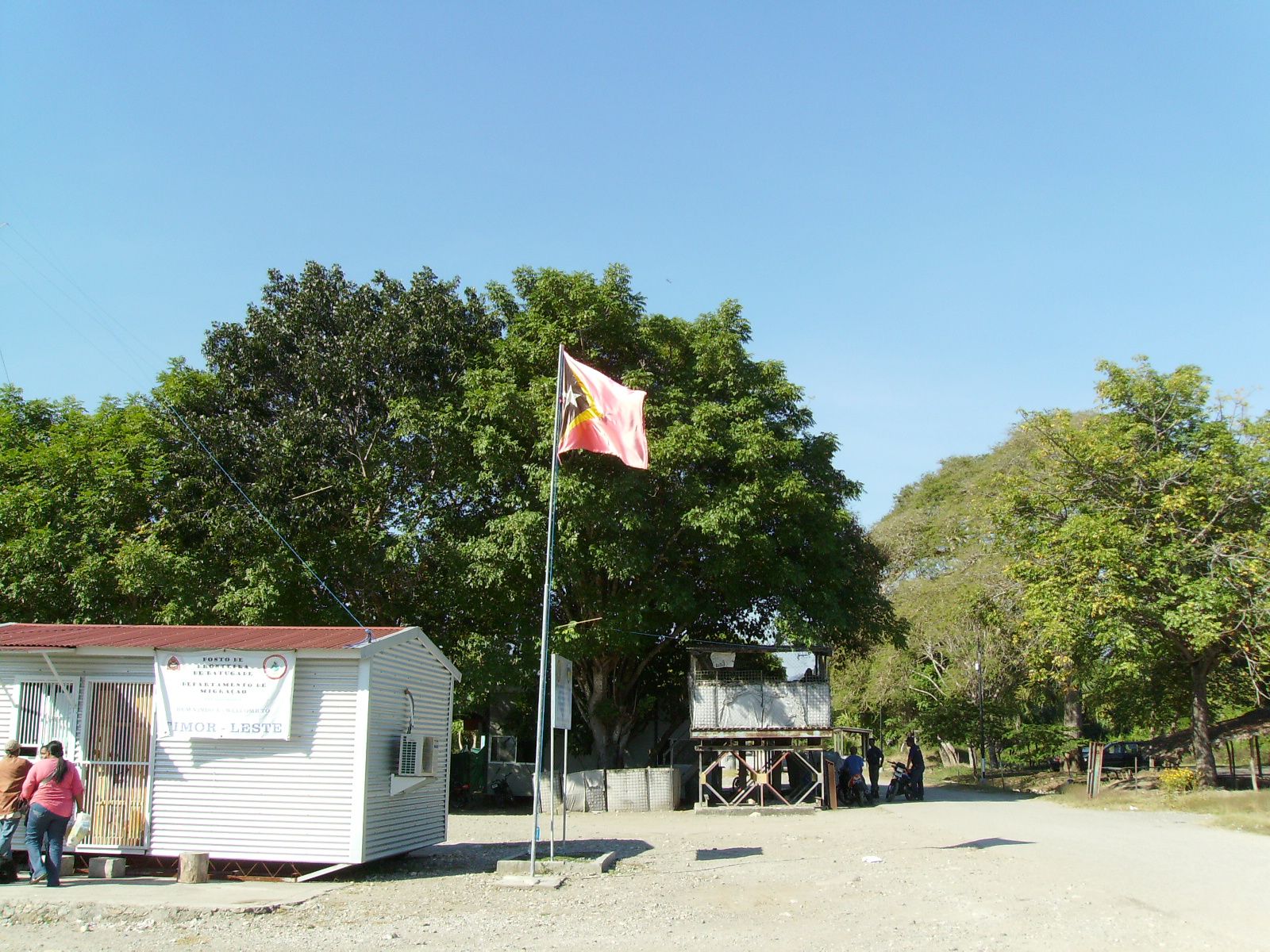
Le poste frontière timorais
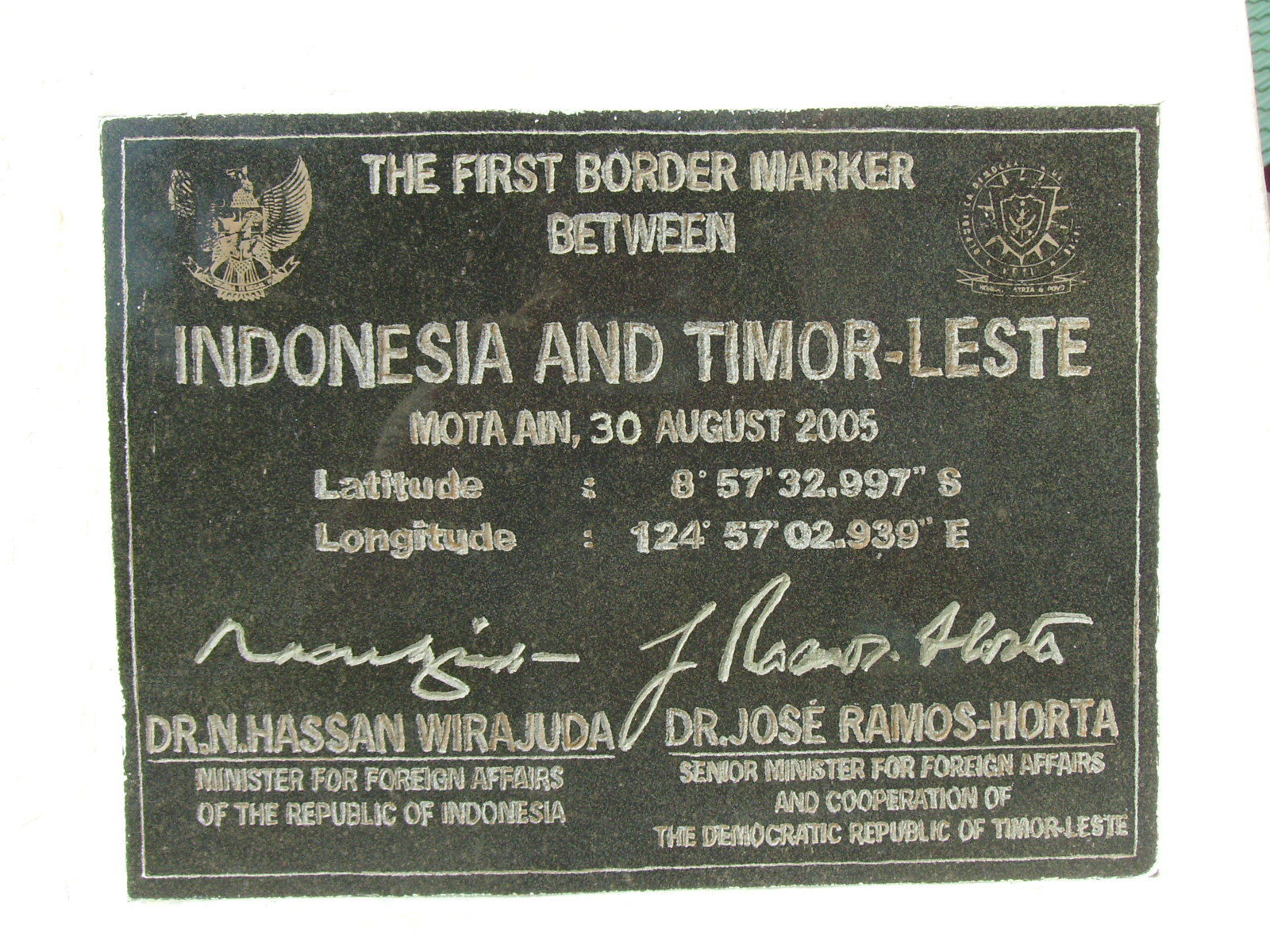
La plaque commémorative marquant la frontière officielle
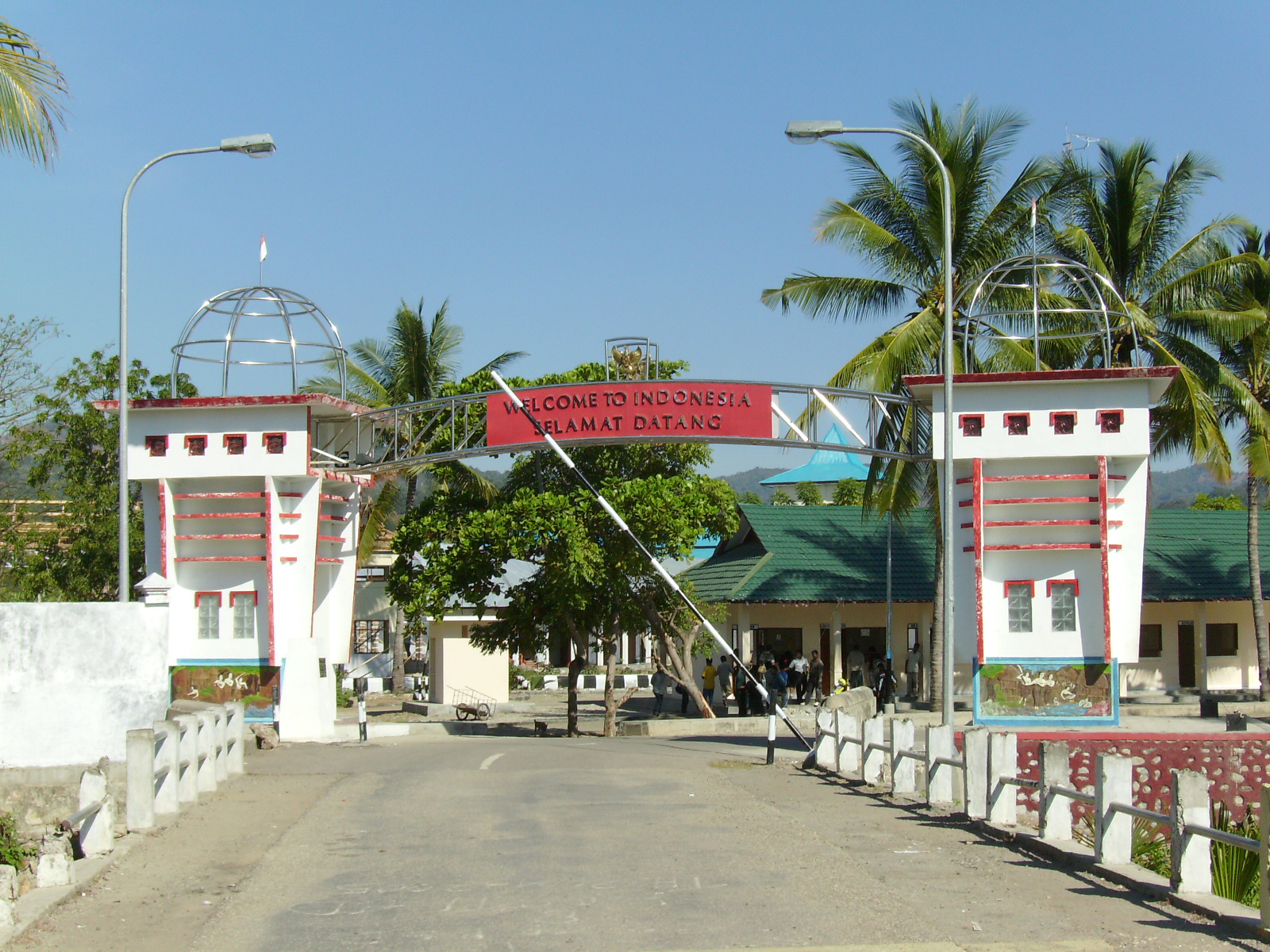
Le poste frontière indonésien